# Attaque de la Tour 22
Conflit américano-iranien
Batailles
m
- 1er Incident du golfe d'Oman
- 2e Incident du golfe d'Oman
- Destruction d'un drone américain
- Attaque de la base aérienne K-1
- Attaque contre l'ambassade des États-Unis à Bagdad
- Assassinat de Qassem Soleimani
- Opération Martyr Soleimani
- Destruction du Vol PS752
- Attaques d'Erbil

- Attaque de la Tour 22
- Bombardements américains du 3 février 2024 en Irak et en Syrie

L'attaque de la Tour 22 survient le 28 janvier 2024 lorsque la résistance islamique en Irak, soutenue par l'Iran, lance une attaque de drone contre un avant-poste militaire américain en Jordanie, entraînant la mort de trois soldats américains et faisant entre 25 et 47 blessés,.

## Contexte
Environ 3 000 soldats américains sont stationnés en Jordanie en 2024, ceux déployés à la Tour 22, situer près d'un tripoint entre la Jordanie, la Syrie et l’Irak, étant spécifiquement engagés dans une mission de « conseil et assistance ». La Tour 22 se trouve à 20 km de la garnison d'Al-Tanf en Syrie, où les forces américaines et locales collaborent dans la lutte contre l'État islamique,.
Avant l'attaque, les forces américaines et de la coalition opérant dans la région ont déjà fait face à plus de 158 cas de ciblage, au cours desquels environ 70 soldats américains et de la coalition ont été blessés.

## Attaque
Le drone ennemi est arrivé au moment même ou un drone américain retourner à sa base, ce qui à conduit à une confusion dans la défense de celle ci.
Il frappe à proximité des quartiers d'habitation de la base, tuant trois militaires américains qui dorment alors dans des tentes,.
Cet incident marque le premier incident au cours duquel des militaires américaines sont tués au Moyen-Orient depuis le début de la guerre entre Israël et le Hamas, ce qui représente une escalade notable.

## Bilan humain
Selon le Centcom, trois sergents réservistes afro-américains de la 718e compagnie du génie, 926e bataillon du génie de la 926e brigade du génie de la United States Army Reserve, et au moins 34 personnes sont blessées dans la base, dont huit doivent être évacuées. Selon la porte-parole adjointe du Pentagone, Sabrina Singh (en), le nombre de blessés dépasserait la quarantaine. Selon un responsable américain, cité sous couvert de l'anonymat, il serait plus précisément de 47. Le Centcom précise que la base abrite environ 350 membres de l'armée de terre et de l'air.

## Revendication
L'attaque est revendiquée sur Telegram par la « Résistance islamique en Irak », une nébuleuse de groupes armés chiites pro-Iran. Elle affirme avoir ciblé trois bases en territoire syrien, dont celles d'Al-Tanf et de Rokbane. Les drones attaquant les autres cibles ayant été abattus.
Le Kataeb Hezbollah, une des milices, annonce le 30 janvier la « suspension » de ses « opérations militaires et sécuritaires contre les forces d’occupation, afin d’épargner tout embarras au gouvernement irakien » » tandis que l'autre milice, le Harakat Hezbollah al-Nujaba assure qu’il poursuivrait ses attaques contre les troupes américaines.
L'Iran dément quant à lui être impliqué dans l'attaque. Le porte-parole du ministère des affaires étrangères, Nasser Kanaani, affirme  que « les groupes de résistance dans cette région répliquent aux crimes de guerre et au génocide commis du régime sioniste », qu'ils « ne prennent pas d’ordre » auprès de l’Iran et qu'ils « décident de leurs actions sur la base de leurs propres principes ».
Selon des responsables américains, l'attaque de drones est effectuée depuis la Syrie par des combattants soutenus par l'Iran. Le président américain Joe Biden déclare : « Nous savons que cela a été mené par des groupes de combattants radicaux soutenus par l’Iran opérant en Syrie et en Irak. N’ayez aucun doute : nous allons faire rendre des comptes à tous les responsables, quand et comme nous le voulons ». Par la suite, les États-Unis précisent que cette attaque porte la marque des Kataeb Hezbollah. Cependant les Kataeb Hezbollah annoncent le 30 janvier 2024 qu'elles suspendaient leurs attaques contre les troupes américaines en Irak et en Syrie. Un autre groupe pro-Iran, le Harakat Hezbollah al-Nujaba, pourrait être impliqué. Son commandant, Akram al-Kaabi, déclare le 2 février que « Résistance islamique en Irak, avec ses autres factions », va poursuivre ses actions

## Réactions
Le porte-parole du gouvernement jordanien, Muhannad Mubaidin, condamne « l’attaque terroriste qui a visé une position avancée à la frontière avec la Syrie », qui a frappé des troupes américaines qui « coopèrent avec la Jordanie pour faire face au terrorisme et sécuriser la frontière ». Il affirme qu'aucun soldat jordanien n'a été tué ou blessé.
Les sénateurs républicains John Cornyn et Lindsey Graham appellent la Maison-Blanche à cibler directement l'Iran en réponse aux attaques.
Sami Abu Zuhri (en), haut responsable du Hamas, déclare à Reuters que l'attaque est un message adressé à l'administration américaine selon laquelle « à moins que le massacre d'innocents à Gaza ne cesse, elle doit affronter la nation [musulmane] tout entière » et avertit que le conflit pourrait conduire à une « explosion régionale ».
Le 2 février 2024, deux bombardiers stratégiques B-1B frappent 7 sites en Irak et en Syrie liés aux gardiens de la révolution iraniens en représailles.